# 帷幄上奏
帷幄上奏（いあくじょうそう、独: direkte Berichterstattung des Militärs bei Hofe、英: direct appeal to the Throne by the military）とは、君主制国家において、帷幄機関である軍部が軍事に関する事項を君主に対して上奏すること。帷幄とは本来は「帷をめぐらせた場所」のことを指し、「帷幕」などと類義であるが、「帷幄」の語は本義から転じて「大元帥ノ地位ニ於テノ天皇」を意味するようになった。したがって、帷幄上奏は「（軍令事項についての）天皇への上奏」を意味する。元首への作戦事項の上奏権を統治に関する上奏権と別にすることはドイツ帝国（プロイセン王国）において初めて制度化され、その影響を受けた明治憲法下の日本においても制度化された。

## ドイツ
1883年5月20日にドイツ皇帝・プロイセン国王ヴィルヘルム1世の勅令でプロイセン参謀総長ヘルムート・カール・ベルンハルト・フォン・モルトケ（大モルトケ）に上奏権が認められたのに始まる。これにより参謀総長は毎週御前講演のために直接プロイセン国王に拝謁できるようになり、参謀本部へのいかなる統制も消滅することになった。それまで続いた陸軍大臣と参謀総長の激しい闘争もなくなり、参謀総長は絶大な影響力を行使するようになった。その影響力は軍事面にとどまらず、経済や外交にも及んだ。

## 日本
1878年（明治11年）12月5日、参謀本部が設置され、「帷幄の機務に参画するを司とる」とされ、太政大臣の輔弼事項から軍令が除外された。
1889年（明治22年）制定の明治憲法によって一般統治権と軍の統帥権の分離が明記されたが、同年の内閣官制第7条によりこれが制度化され、軍の統帥権は内閣総理大臣の国務上の輔弼事項の例外とされた。
本来、国務大臣は明治憲法上、天皇に対して個別にその責任を負うが、権力分立の外側にあった統帥部（帷幄機関）はその責任がなかった。また、帷幄上奏が認められていたのは、軍事のうちの軍機・軍令に関する問題（軍令権）のみであり、残る軍政に関しては陸軍大臣・海軍大臣が国務大臣の一員として内閣総理大臣を通じて上奏すべき問題（軍政権）とされていた。
ところが、純粋たる帷幄機関の代表である参謀総長や軍令部総長のみならず、国務大臣である陸軍大臣・海軍大臣までもが、本来は内閣の管轄である軍政一般に関する問題（軍政権）までを軍令権の一部と位置づけて帷幄上奏を行った事や、1936年（昭和11年）5月以降は両大臣が軍部大臣現役武官制によって現職の大将・中将に限定されていた事から、軍部が政府・議会を軽視する風潮を生み、結果的に軍部の暴走を招く一因となったといわれる。
1909年（明治42年）9月12日制定の「軍令に関する件」は「統帥権の独立」を明確に規定し、更に元帥や軍事参議官にも帷幄上奏権を認めた。こうした軍令と帷幄上奏のあり方については、立憲主義の精神に反し憲法上許されないとする違憲論も存在した。1912年（大正元年）の陸軍大臣による帷幄上奏による二個師団増設が認可され、これを権限の逸脱であるとして拒否した第2次西園寺内閣が軍部によって倒されると、国民の反発が高まり、第1次護憲運動の原因となった。これを機に再び違憲論が高まり、吉野作造が「帷幄上奏廃止論」を唱えた。

### 帷幄上奏の例
ここでは軍部が帷幄上奏を行った主な例を挙げる。この中には内閣などと権限を巡って対立を引き起こした事例も含んでいる。
- 作戦計画の許可・実施に関する裁可
- 日本国外への軍隊派遣に関する裁可
- 地方における治安出動のための兵力派遣の裁可
- 特別大演習の実施の裁可
- その他動員を伴う事項に関する裁可
- 戦時法規などの諸規則に関する裁可
- 平時・戦時の軍隊の編成に関する裁可
- 師団などの配置決定に関する裁可
- 戦時などの特命検閲に関する裁可
- 将校及び同クラス以上の人事・職務に関する裁可
- その他軍令一般に関する裁可
- その他軍機一般に関する裁可

## 補注
1. ↑  美濃部達吉『憲法撮要』（初版）有斐閣、1923年、300頁。 明治憲法について伊藤博文が著した逐条解説書『憲法義解』（明治22年）では「天皇ハ陸海軍ヲ統帥ス」と定めた第11条について「今上中興の初、親征の詔を發し、大權を總攬し、爾来兵制を釐革し、積弊を洗除し、帷幕の本部を設け、自ら陸海軍を總べたまふ。而して祖宗の耿光遺烈再び其の舊に復することを得たり。本條は兵馬の統一は至尊の大權にして、專ら帷幄の大令に屬することを示すなり。」とあり、「帷幕」（＝軍令機関）と「帷幄」（＝軍事指導者としての天皇）とが異なる概念であることが明らかである。
2. ↑  ゲルリッツ 1998, p. 139.
3. ↑  内閣制度百年史編纂委員会 (1985). 内閣制度百年史 上巻. 大蔵省印刷局. pp. 26-27. doi:10.11501/12288168
4. ↑  第七条　事ノ軍機軍令ニ係リ奏上スルモノハ天皇ノ旨ニ依リ之ヲ内閣ニ下付セラルルノ件ヲ除ク外陸軍大臣海軍大臣ヨリ内閣総理大臣ニ報告スヘシ
5. ↑  立憲政友会ではシベリア出兵における政府と軍部の対立から「帷幄上奏廃止」と「軍部大臣文官制」を掲げたが、元陸軍大臣の田中義一を総裁に迎えた後に田中の要求によって廃止された。